# Fatima Belhadj
Pour les articles homonymes, voir Belhadj.
 (juillet 2015).
Si vous disposez d'ouvrages ou d'articles de référence ou si vous connaissez des sites web de qualité traitant du thème abordé ici, merci de compléter l'article en donnant les références utiles à sa vérifiabilité et en les liant à la section « Notes et références ».
Fatima Belhadj, en arabe : فاطمة بلحاج,  est une actrice réalisatrice algérienne.

## Biographie
Elle a suivi un cursus à l’École nationale d’art dramatique de Bordj El Kiffan dans la banlieue d'Alger, avant d’intégrer le cinéma dans le film La Citadelle de Mohamed Chouikh, qui lui a permis d’obtenir le Prix de la meilleure interprétation féminine au Festival de Damas en Syrie.
Elle a ensuite joué dans plusieurs téléfilms dont El Mektoub de Baya Hachemi, tout comme elle a interprété des rôles dans plusieurs pièces de théâtre dont La Maison de Bernarda Alba, mise en scène par Allal El Mouhib, d’après l’œuvre de Federico Garcia Lorca, Wast eddar, une représentation qui tourne autour de la littérature algérienne, mise en scène par Ziani Chérif Ayad. En 2004, elle réalise une série de 3 téléfilms pour la télévision algérienne: Chouf Ouech rak Etchouf avec le comédien Salah Aougrout comme personnage principal, l’année d'après elle réalise pour la télévision algérienne une autre série mais humoristique cette fois Hadath oua Hadit avec le duo de comédiens Salah Aougrout et Kamal Bouakkaz, Fatima Belhadj, dont Mel watni est le premier long métrage en tant que réalisatrice, a par ailleurs, présenté plusieurs émissions culturelles pour la Radio nationale.
Elle a été aussi membre du jury dans plusieurs festivals de cinéma, entre autres, le Festival international du film francophone de Namur en Belgique et le Festival du cinéma africain, d’Asie et d’Amérique latine de Milan en Italie.

## Filmographie

### Actrice
- 1976 : Echebka [2]
- 1979 : Le retour
- 1982 : El Akdar el damia
- 1989 : Citadelle
- 1990 : Sahara Blues de Rabah Boubarras (Film)
- 2001 : El Mektoub de Baya Hachemi (Série TV)
- 2004 : Chouf Wach Rak Tchouf

### Réalisatrice
- 2004: Chouf Wach Rak Tchouf - (Téléfilm)
- 2005: Hadath oua Hadith - (TV)
- 2007: Mel watni - (long-métrage)

## Récompense
- 1990 : Journées cinématographiques de Carthage Meilleur Actrice[3]

## Théâtre
- La Maison de Bernarda Alba
- Wast eddar